# Station Stradomia
Station Stradomia is een spoorwegstation in de Poolse plaats Stradomia Wierzchnia.